# Pampero (vento)
Il pampero è un vento forte e freddo di origine sud polare, che spira in Sud America, in direzione nord, nord est.

## Origine del nome
I primi a provarne gli effetti furono i colonizzatori spagnoli che si trovavano nella zona del Río de la Plata, che divide l'Argentina dall'Uruguay; costoro ne percepivano la provenienza dalle zone più interne e meridionali, le pampas (praterie), e dunque lo battezzarono pampero.

## Origine
L'aria calda e umida stagnante sulle ampie praterie argentine viene investita da un fronte freddo che si origina dall'Oceano Pacifico australe e che, malgrado perda gran parte della sua forza poiché non sorpassa la cordigliera andina, vede il punto nodale sulla Patagonia.
Da questo estremo punto meridionale verso il settentrione, (fin oltre l'Uruguay) il fronte caldo recede e lascia il posto a quello freddo.

## Effetti
Nel punto di scontro tra i due fronti, gli effetti meteorologici del pampero si delineano in raffiche intense, bruschi cali di temperatura, cielo coperto e vapore acqueo nell'aria. Nel periodo della primavera e estate, possono facilmente tradursi in tempeste di notevole entità.
Questa prima fase accompagnata da piogge, lo vede definito pampero húmedo (umido); quando le precipitazioni cessano e la zona è ormai sovrastata dal fronte secco, lo si definisce appunto seco. È facile che successivamente si verifichi una terza fase in cui si presentano tempeste di polvere.

## Curiosità
- Esiste un tango, intitolato Pampero, composto nel 1948 da Edmundo Bianchi e Osvaldo Fresedo che definisce il pampero come un vento macho, altanero, indomito e mañero.
- Jules Verne nel suo romanzo I figli del Capitano Grant ne dà una efficacissima descrizione per bocca del cartografo Jaques Paganel.